# Verkeerspost (Nederland)
Een verkeerspost is een locatie van de Nederlandse vessel traffic service, die het verkeer op de Nederlandse vaarwateren coördineert en stuurt. Daarnaast houden de verkeersposten het oog op ongewone omstandigheden, storingen, ongevallen en milieuschade. De verkeersleiders van Rijkswaterstaat, ook wel VTS-operators genaamd, geven via de marifoon aan iedere schipper informatie over het verkeersaanbod ter plaatse en de toestand van de vaarweg. Soms geeft de verkeersleider aanwijzingen die voor de schipper bindend zijn, vooral in het geval van schepen met gevaarlijke stoffen, de zogenaamde kegelschepen.

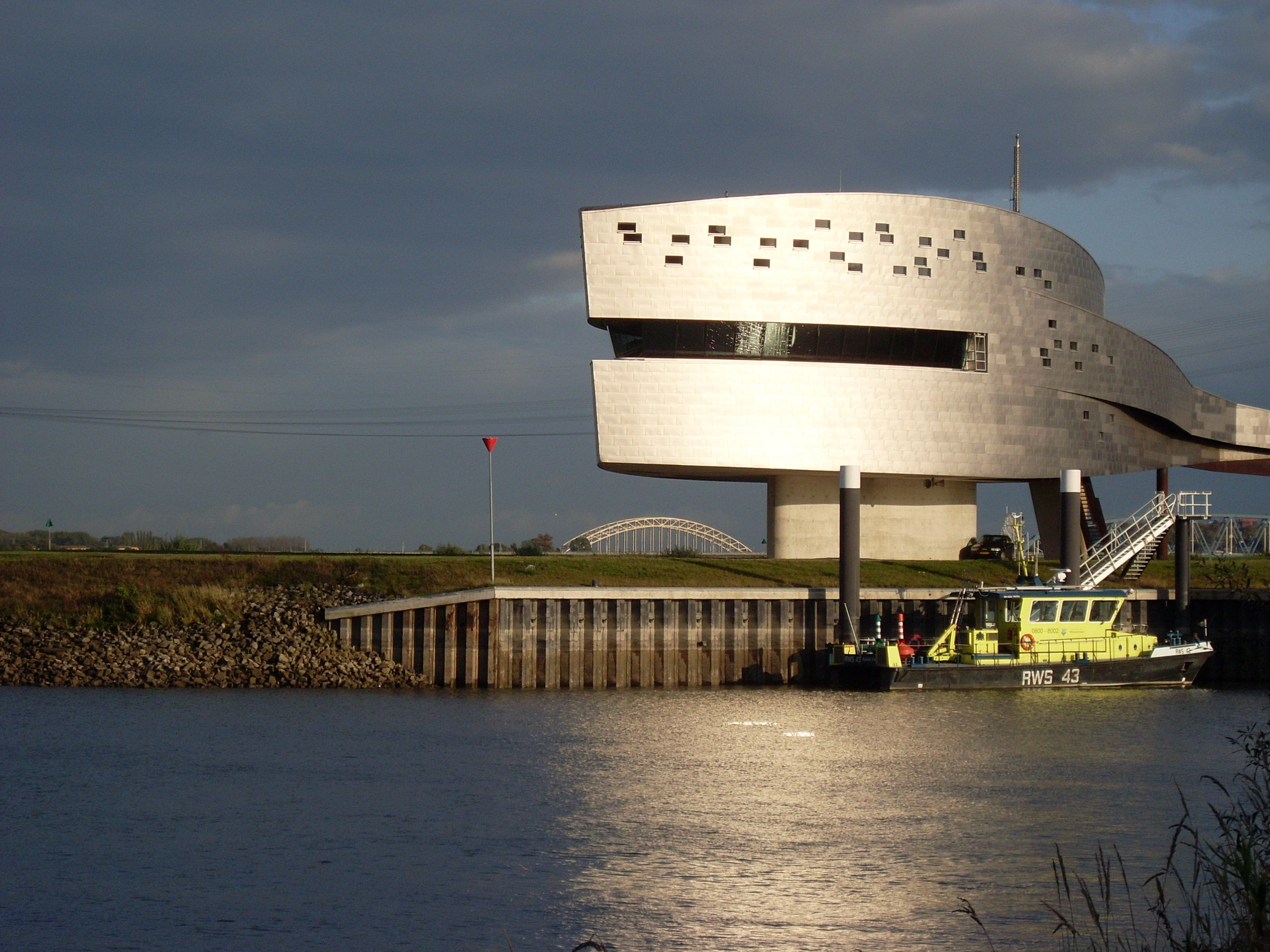
Verkeerspost Nijmegen

## Contacten met andere organisaties
Omdat de rivieren niet alleen gebruikt worden voor het scheepvaartverkeer van beroeps- en recreatievaart, maar ook voor de waterafvoer, is rechtstreeks overleg tussen overheid en gebruikers soms van het grootste belang. Verkeersposten en verkeerscentrales zijn zeven dagen per week, 24 uur per dag bereikbaar. Ze treden op als coördinatiepunt bij ongevallen, calamiteiten, waterverontreinigingen en ijsbestrijding. Ze onderhouden directe contacten met verschillende instanties, zoals:
- Patrouillevaartuigen van Rijkswaterstaat, Politie te Water en Havendiensten
- Regionale brandweer- en politieorganisaties
- Dokters- en ambulancediensten
- Drinkwater- en energiebedrijven
- De andere verkeersposten in Nederland en België
- Het berichtencentrum van het RIZA

## Taken
Naast de verkeersbegeleiding houden de verkeersposten zich bezig met:
- Waterverontreinigingen
- Scheepsongevallen, strandingen, zinken etc.
- Ongewone sterfte van watervogels en vissen
- Storingen aan betonning en rivierverlichting
- Ondiepten in het vaarwater
- verder alle bijzonderheden, die op of aan het water worden waargenomen.

## De verkeersposten
- Centrale Meldpost IJsselmeergebied
- Centrale Meldpost Waddenzee
- Verkeerspost Botlek
- Verkeerspost Dordrecht
- Verkeerspost Hansweert
- Verkeerspost Nijmegen
- Verkeerspost Schellingwoude
- Verkeerspost Tiel
- Verkeerspost Wemeldinge
- Verkeerspost Wijk bij Duurstede
- Bediencentrale Maasbracht
- Bediencentrale Tilburg
- Bediencentrale Topshuis (Neeltje Jans)
- Brandaris Zeeverkeerscentrale
- Schelde Coördinatiecentrum Vlissingen
- Verkeerspost Nijmegen
- Verkeerspost Terneuzen
- Zeeverkeerspost Schiermonnikoog[1][2]